# 村田克己
村田 克己（むらた かつみ、1916年11月20日 - 没年不詳）は、日本の政治学者。

## 経歴・人物
鹿児島県日置郡に生まれ、警察官吏の養子となる。1934年福岡県中学修猷館を経て、1938年5月早稲田大学専門部政治経済科を卒業し、河野一郎会頭の中央畜産会に就職、機関紙「畜産」編集部に勤務する。
1939年1月熊本西部第24部隊（輜重兵第6連隊）自動車中隊へ現役入営、1940年11月陸軍少尉となり、同年12月陸軍省兵務局防衛課に出頭を命ぜられ、陸軍中野学校乙種長期第3期学生を命ぜられる。
1941年7月同校を退校し、陸軍中野学校学生隊付を命ぜられ、第3期丙種学生（将校学生）係長を命ぜられる。同年10月参謀本部付となる。
1942年5月同校に新規に設けられた実験隊に配属され、宣伝の研究を命ぜられ同校五戊学生の教官（宣伝）となる。
1943年10月南方軍遊撃隊要員としてビルマ方面軍司令部付、1944年1月南方軍遊撃隊司令部(光機関)付となり、インド国民軍情報隊、特務隊の指導将校、6月同軍遊撃第一連隊指導将校としてインパール作戦に参加、8月陸軍大尉となるが、インパール作戦は中止となり9月退却。
10月ビルマ方面軍司令部付となりビルマ方面軍特別挺進隊の訓練を実施、12月第15遊撃隊に配属されるが、マラリアのためラングーン陸軍病院に入院。
1945年3月楠機関に配属され、ビルマ国防軍の指導を命ぜられるがビルマ国防軍の抗日反乱に遭遇。4月からイギリスゲリラ軍と戦うが8月に日本の降伏を知る。終戦後ナコーンナーヨックの抑留所において捕虜生活を送り、1946年6月日本に帰還復員。
1948年4月早稲田大学政治経済学部政治学科に入学、同期には武藤山治、奥田敬和、津金佑近、小宮山重四郎がいた。
1951年3月同大学を卒業、法学部大学院で公法の研究のため在籍。1954年3月大学院を退学し「政策研究会」に参加、機関紙「政策」の編集長となる。
1958年10月大東文化大学非常勤講師、1959年6月大東文化学園評議員、1963年4月同大学経済学部助教授、1964年東洋研究所事務局長を経て、1965年5月経済学部教授に就任、東洋研究所次長となる。
1966年5月から1969年3月まで学生部長として学生運動対策に苦慮、1967年4月から1969年3月まで教養部長、1967年6月から1988年6月まで大東文化学園理事（1972年から1975年3月、および1980年1月から1988年6月には常務理事）、1969年4月から1975年3月まで学務局長、1973年4月法学部教授、1976年4月から1978年まで法学部法律学科主任。
1990年3月定年により退職。